# Pieter Saenredam
Pieter Jansz. Saenredam, (Assendelft, 9 juni 1597 - Haarlem, begraven 31 mei 1665), was een Noord-Nederlandse kunstschilder, tekenaar en prentmaker, die vooral bekend werd door zijn stadsgezichten en verfijnde tekeningen en schilderijen van het interieur van kerken, waarin het lijnperspectief prachtig tot uiting komt. Hij was de eerste kunstschilder die bestaande kerkinterieurs tot onderwerp nam.

## Leven en werk

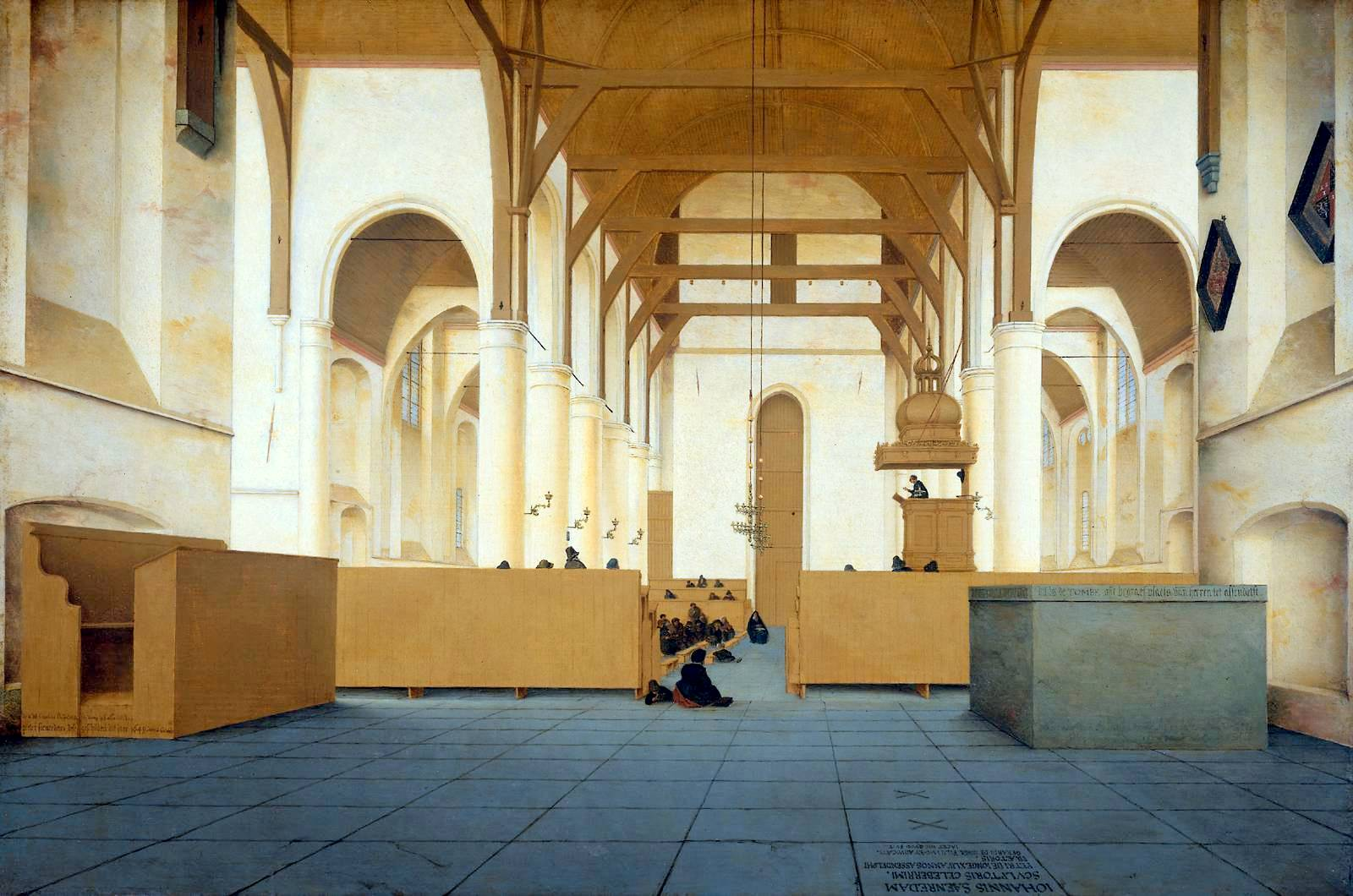
Interieur van de Sint-Odulphuskerk in Assendelft, 1649 (met de grafsteen van zijn vader op de voorgrond), Rijksmuseum, Amsterdam

Saenredam was zoon van de Asseldelftse graveur en cartograaf Jan Saenredam. Tot zijn elfde woonde hij in de Kerkbuurt, naast de dorpsschool, de kerk en het stadhuis. Nadat zijn vader was gestorven, verhuisde de familie in 1608 naar Haarlem. Saenredam, een kleine, gebochelde man, was een zeer teruggetrokken persoon. Zijn leven lang was hij bevriend met de Hollandse schilder-architect Jacob van Campen, die zijn mede-leerling was geweest toen ze beiden les kregen van de schilder Frans de Grebber. 
In zijn werk verwijderde hij zich van het speelse maniërisme en stortte zich op heel precieze weergave van architectonische objecten: gebouwen en interieurs, met alle lijnen en belangrijke details. Voor het perspectivistisch effect maakte hij gebruik van de lijnen van de pilaren en bogen, en wanneer hij schilderde vanuit een laag standpunt buitte hij de lijnen van de vloertegels uit. De resultaten van zijn uiterst nauwkeurige werk zijn niet zoals men zou verwachten koude, mechanische perspectiefstudies, integendeel, ze stralen warmte, sfeergevoel, ruimte en een serene rust uit. Voor zijn olieverfschilderijen gebruikte hij sfeerverhogende kleuren en bruin-rood-grijze kleurtinten. Mensen plaatste hij als nietige objectjes in de immense ruimte van de kerkgebouwen.

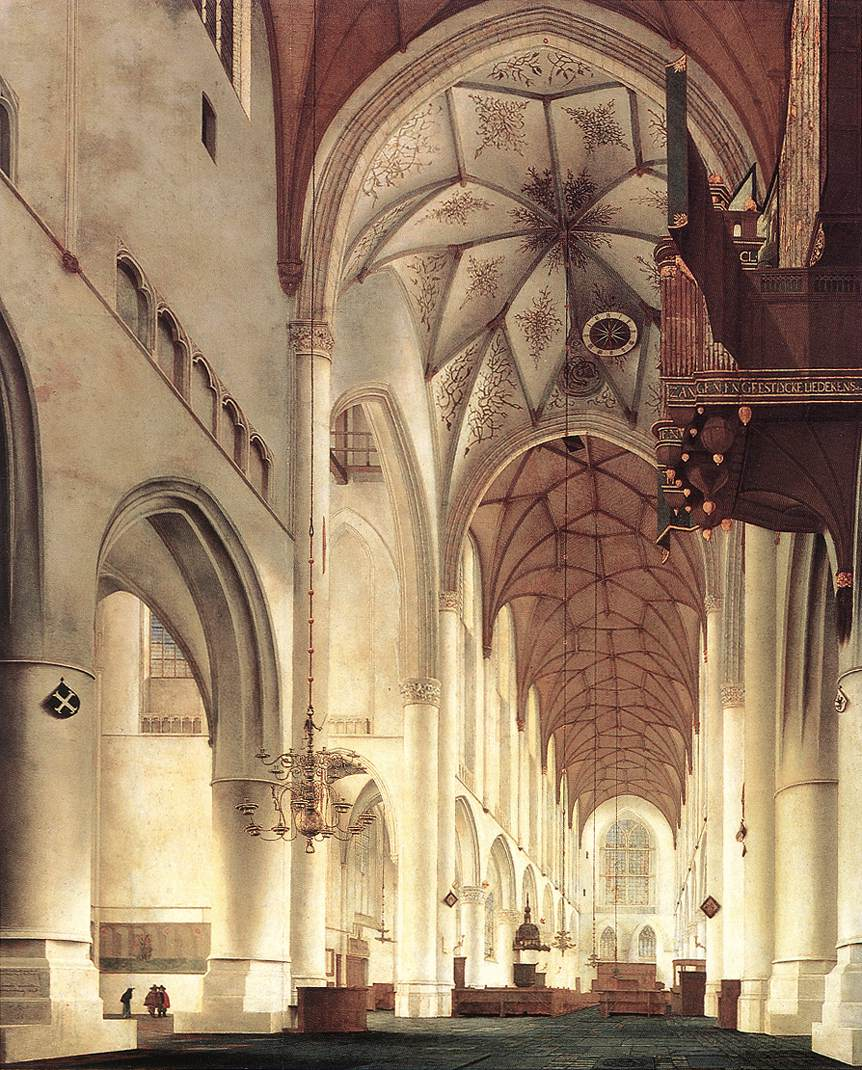
Interieur van de Sint-Bavokerk in Haarlem, 1648, Scottish National Gallery, Edinburgh

## Werkwijze
De meeste stukken schilderde hij van het interieur van de Grote of Sint Bavokerk in Haarlem, waar hij ook begraven is. Maar hij schilderde ook graag in Utrecht (kerkinterieurs en stadsgezichten) en Amsterdam (onder meer het Oude Raadhuis). Zelf was hij nooit in Rome, maar hij vervaardigde een paar 'Romeinse' tekeningen die hij baseerde op het schetsboek van de schilder Maarten van Heemskerck.
Saenredams werk bestaat voor het grootste deel uit olieverfschilderijen, meest op houten panelen, maar hij maakte ook gebruik van waterverf, inkt en krijt. Meestal werkte hij als volgt: hij begon met een schets op locatie. Die werkte hij uit in zijn atelier met behulp van ontwerp- en constructietekeningen van het gebouw. Soms gaf hij het bouwwerk ietwat andere dimensies om een bepaald effect te verkrijgen. De uitgewerkte tekeningen bewaarde hij tot hij klaar was voor de laatste fase: het overbrengen van wat hij getekend had op houten panelen, waarvoor hij olieverf gebruikte.

## Werk
Er zijn in totaal ongeveer 50 schilderijen van hem bekend. Het Utrechts Archief beheert een collectie met 32 tekeningen van Saenredam.
| Titel | Datering | Type       | Verblijfplaats                                            | Afbeelding |
| --- | -------- | ---------- | --------------------------------------------------------- | ---------- |
| Interieur van de Sint-Bavokerk in Haarlem | 1628     | Tekening   | Koninklijke Musea voor Schone Kunsten van België, Brussel |            |
| De Santa Maria della Febbre naast de in aanbouw zijnde Sint-Pieterskerk in Rome. Gebaseerd op een tekening uit 1532 van Maarten van Heemskerck | 1629     | Schilderij | National Gallery of Art, Washington DC                    |            |
| Interieur van de Sint-Bavokerk in Haarlem | 1630     | Schilderij | Musée du Louvre, Parijs                                   |            |
| Interieur van de Sint-Bavokerk in Haarlem, met een katholiek doopsel                                                                           | 1633     | Schilderij | Kelvingrove Art Gallery and Museum, Glasgow               |            |
| Gezicht op een kapel in de noordelijke zijbeuk van de Grote of Sint-Laurenskerk in Alkmaar                                                     | 1635     | Schilderij | Museum Catharijneconvent, Utrecht                         |            |
| Interieur van de Sint-Bavokerk in Haarlem | 1636     | Schilderij | Rijksmuseum Amsterdam                                     |            |
| Interieur van de Sint-Jacobskerk in Utrecht | 1642     | Schilderij | Alte Pinakothek, München                                  |            |
| Interieur van de Buurkerk in Utrecht | 1644     | Schilderij | National Gallery, Londen                                  |            |
| Interieur van de Sint-Bavokerk in Haarlem | 1648     | Schilderij | National Gallery of Scotland, Edinburgh                   |            |
| Interieur van de Sint-Odulphuskerk in Assendelft                                                                                               | 1649     | Schilderij | Rijksmuseum Amsterdam, Amsterdam                          |            |
| Interieur van de Sint-Janskerk in Utrecht | Ca. 1650 | Schilderij | Museum Boijmans Van Beuningen, Rotterdam                  |            |
| Interieur van de Nieuwe of Sint- Annakerk in Haarlem                                                                                           | 1652     | Schilderij | Frans Hals Museum, Haarlem                                |            |
| De Buurkerk in Utrecht | 1654     | Schilderij | Collectie Six, Amsterdam                                  |            |
| Interieur van de Nieuwe Kerk in Haarlem | 1655     | Schilderij | Rijksmuseum Twenthe, Enschede                             |            |
| Het oude stadhuis in Amsterdam | 1657     | Schilderij | Rijksmuseum Amsterdam, Amsterdam                          |            |
| Interieur van de Sint-Bavokerk in Haarlem | 1659 (?) | Tekening   | Schlossmuseum, Weimar                                     |            |
| Interieur van de Sint-Bavokerk in Haarlem | 1660     | Schilderij | Worcester Art Museum, Worcester (Massachusetts)           |            |
| Interieur van de St. Laurenskerk te Alkmaar | 1661     | Tekening   | Stedelijk Museum Alkmaar, Alkmaar                         |            |
| De Mariaplaats met de Mariakerk in Utrecht | 1663     | Schilderij | Museum Boijmans Van Beuningen, Rotterdam                  |            |

## Werk in openbare collecties (selectie)
- Alte Pinakothek, München
- Frans Hals Museum, Haarlem
- Kelvingrove Art Gallery and Museum, Glasgow
- Koninklijk Museum van de Schone Kunsten, Brussel
- Louvre, Parijs
- Museum Boijmans Van Beuningen, Rotterdam[2]
- National Gallery, Londen
- National Gallery of Scotland, Edinburgh
- Rijksmuseum Amsterdam[3]
- Rijksmuseum Twenthe, Enschede
- Stedelijk Museum Alkmaar
- Worcester Art Museum, Worcester, Massachusetts
- Museum Catharijneconvent, Utrecht